# آتیلیو سوربی
آتیلیو سوربی (انگلیسی: Attilio Sorbi؛ زادهٔ ۷ فوریهٔ ۱۹۵۹) بازیکن فوتبال اهل ایتالیا است.
از باشگاه‌هایی که در آن بازی کرده‌است می‌توان به باشگاه فوتبال آ.اس. رم، باشگاه فوتبال بولونیا، باشگاه فوتبال ونتزیا، باشگاه فوتبال پادوا، باشگاه فوتبال پیزا، و باشگاه فوتبال ترنانا اشاره کرد.